# Bazhou (Langfang)

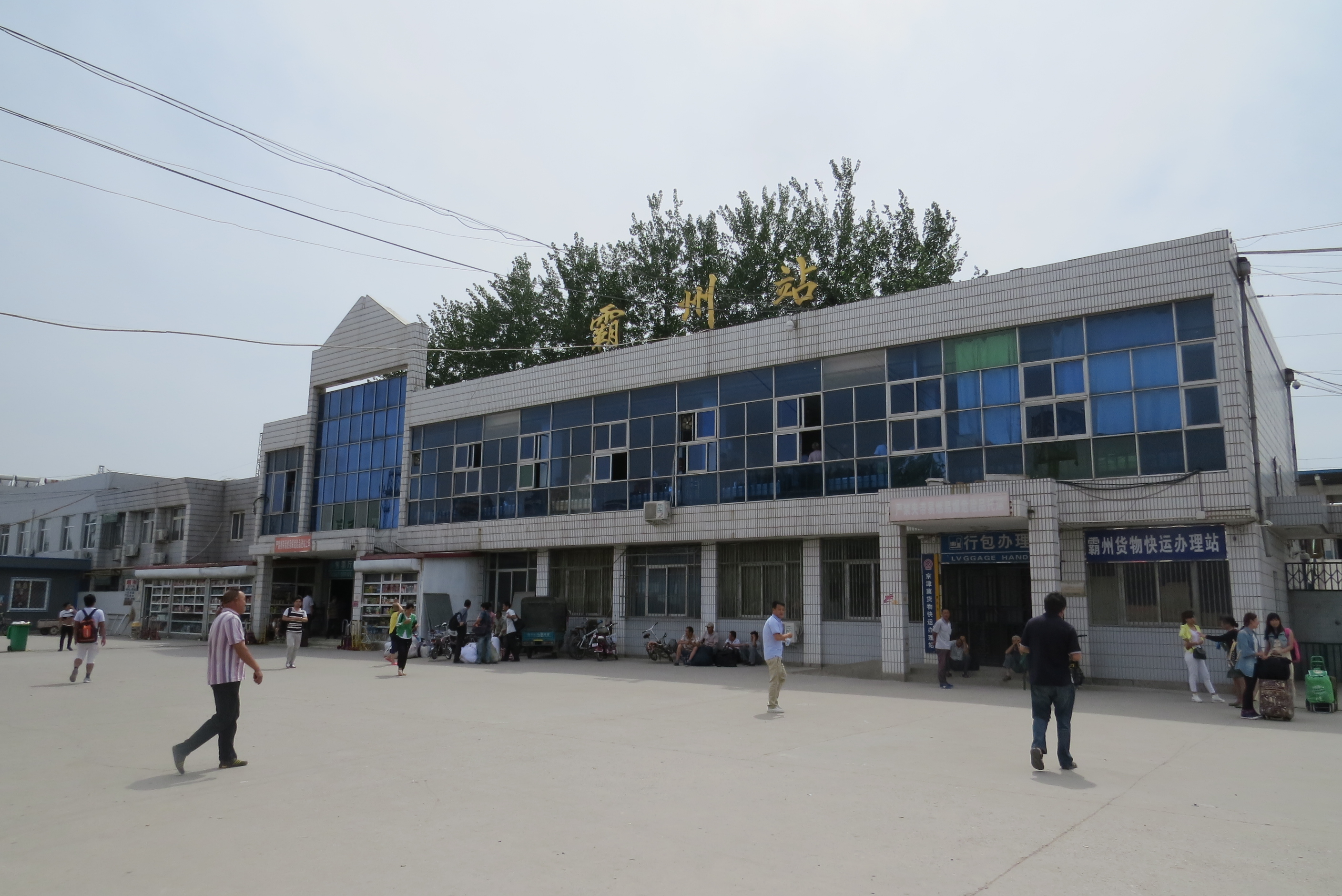
Bahnhof Bazhou im Jahre 2015

Die Stadt Bazhou (chinesisch 霸州市, Pinyin Bàzhōu Shì) ist eine kreisfreie Stadt in der chinesischen Provinz Hebei. Sie gehört zu Verwaltungsgebiet der bezirksfreien Stadt Langfang. Bazhou hat eine Fläche von 801 km² und zählte am Jahresende 2012 etwa 630.000 Einwohner.
Das Relief von Bazhou ist eben und fällt von Nordwesten nach Südosten leicht ab. Die Flüsse Daqing He und Zhongting He durchfließen es von Westen nach Osten. Bazhou verfügt über natürliche Vorkommen von Erdöl, Erdgas und Erdwärme.
Das bedeutendste architektonische Denkmal von Bazhou ist der Longquan-Tempel aus dem Jahre 1163.

## Administrative Gliederung
Auf Gemeindeebene setzt sich die Stadt aus sieben Großgemeinden und fünf Gemeinden zusammen. Diese sind:
- Großgemeinde Bazhou (霸州镇);
- Großgemeinde Nanmeng (南孟镇);
- Großgemeinde Xin’an (信安镇);
- Großgemeinde Tang’erli (堂二里镇);
- Großgemeinde Jianchapu (煎茶铺镇);
- Großgemeinde Shengfang (胜芳镇);
- Großgemeinde Yangfengang (杨芬港镇);
- Gemeinde Chaheji (岔河集乡);
- Gemeinde Kangxianzhuang (康仙庄乡);
- Gemeinde Dongyangzhuang (东杨庄乡);
- Gemeinde Wangzhuangzi (王庄子乡);
- Gemeinde Dongduan (东段乡);

Der Regierungssitz der Stadt befindet sich in der Großgemeinde Bazhou.